# Tanjung Ning Lama
Tanjung Ning Lama is een bestuurslaag in het regentschap Empat Lawang van de provincie Zuid-Sumatra, Indonesië. Tanjung Ning Lama telt 654 inwoners (volkstelling 2010).